# Наставшевс, Владиславс
Владиславс Наставшевс (род. 20 апреля 1978, Рига) — латвийский и российский режиссёр.

## Образование
Окончил СПбГАТИ (актёрский курс), курс Льва Додина. Режиссёрское образование получил в Лондоне (Drama Centre London, Central St. Martin’s College of Art and Design).

## Профессиональная деятельность
Во время обучения в Лондоне поставил спектакли «Рудин» по роману Тургенева в экспериментальном театре «Arcola» и «Фрёкен Жюли» по пьесе Стриндберга в театре «Cochrane».
Вернувшись в Латвию, выпустил два спектакля в рижском «Dirty Deal Teatro»: «Митина любовь» по рассказу Бунина и «Мальчики пахнут апельсинами» по новелле Гая Девенпорта. После успеха этих спектаклей был приглашен в Новый Рижский театр, где поставил «Тёмные аллеи» по прозе Бунина, и в Национальный театр Латвии («Внезапно, прошлым летом» Теннесси Уильямса и «Старухи» Даниила Хармса). В Валмиерском драматическом театре (Латвия) поставил новый вариант «Фрекен Жюли» и шекспировского «Макбета».
В «Гоголь-центре» выпустил четыре спектакля — первую премьеру театра, новую версию «Митиной любви», которая стала для него дебютом на русском языке и с российскими актерами; «Страх» по мотивам фильма Райнера Вернера Фассбиндера «Страх съедает душу», завершивший трилогию постановок по зарубежным киносценариям; «Медею» Еврипида, ставшую для него первой работой над античной трагедией, с латышской актрисой Гуной Зариней в главной роли.
В 2020 году выпустил музыкальный альбом «Опять нам будет сладко» с песнями на стихи поэтов XX века.

## Постановки

### Режиссёр
Новый Рижский театр
- 2012 — «Тёмные аллеи» по повести Ивана Бунина
- 2014 — «Кузмин»
- 2014 — «Озеро Надежды»
- 2014 — «Чёрная молофья»
- 2017 — «Циники» по произведению Анатолия Мариенгофа
- 2018 — «Надежда на озере замерзает»
- 2018 — «Сладкоголосая птица юности» по произведению Теннесси Уильямса

Латвийский Национальный театр
- 2012 — «Старухи» по произведению Даниила Хармса
- 2015 — «Идиот» по роману Фёдора Достоевского
- 2015 — «Кровавая свадьба» по произведению Федерико Гарсияз Лорка
- 2017 — «Три сестры» по пьесе Антона Чехова

Гоголь-центр
- 2013 — «Митина любовь» по повести Ивана Бунина
- 2013 — «Страх»/«Без страха» по фильму Райнера Вернера Фассбиндера «Страх съедает душу»
- 2013 — «Медея» по трагедии Еврипида
- 2017 — «Кузмин. Форель разбивает лёд»
- 2019 — «Спасти орхидею»

Большой театр
- 2021 — «Искатели жемчуга», Ж. Бизе
- 2021 — «Маддалена. Испанский час», С. Прокофьев, М. Равель
- 2022 — «Демон», А. Г. Рубинштейн по произведению М. Ю. Лермонтова

Пермский театр оперы и балета имени П. И. Чайковского
- 2022 — «Евгений Онегин», П. И. Чайковский
- 2023 — «Бал-маскарад», Дж. Верди
- 2024 — «Пиковая дама», П. И. Чайковский

Государственный Академический Театр имени Евгения Вахтангова
- 2023 — "Повесть о Сонечке", по произведению Марины Цветаевой

### Актёр
Гоголь-центр
- 2021 — «Буковски» — Дьявол

## Награды
- 2009 — лауреат Всероссийского конкурса композиторов имени Андрея Петрова (3-я премия в номинации «Эстрадная песня и эстрадный романс»).
- 2016 — «Режиссёр года» фестиваля Ночь лицедеев.
- 2024 — премия «Хрустальная Турандот» в номинации «Лучшая режиссерская работа» за спектакль «Повесть о Сонечке» (театр им. Евгения Вахтангова)[1].